# Okay (稲葉浩志の曲)
「Okay」（オーケイ）は、日本の音楽ユニット・B'zのボーカリスト・稲葉浩志の楽曲。2010年6月23日にVERMILLION RECORDSより4作目のシングルとして発売された。

## 概要
前作『Wonderland』から約6年ぶりとなるシングル。
初回限定盤には、アメリカのニューメキシコ州ホワイトサンズ「Okay」のPVを収録したDVDが付属。初回限定盤・通常盤ともにジャケット写真は一緒だが、ケースの作りが異なっている。
シングルでは初めてのノンタイアップ。
この作品がオリコン週間ランキング1位を獲得し、男性ソロアーティストとして初めて1990年代、2000年代、2010年代の「3年代連続シングル1位獲得」の記録を達成した。

## 収録曲
1. Okay （5:15）
  - 楽曲のテーマは「人生の刹那さ」[7]。
  - ドラム、ベース、ギターは同時に録音された[7]。
2. Salvation （4:34）
  - 発売当初、このシングルでは唯一のライブ未演奏曲だったが、『Koshi Inaba LIVE 2014 ～en-ball～』の9日目のみ演奏され、後に『Koshi Inaba LIVE 2023 〜en3.5〜』でも演奏された[8][9][10]。
3. マイミライ （2:51）
  - 2007年に宇浦冴香に提供した楽曲「マイミライ」のセルフカバー[7]。歌詞は多少変更されている。
  - スティーヴィー・サラスからのリクエストで、『INABA / SALAS “CHUBBY GROOVE TOUR 2017”』でも演奏された[11]。

### DVD（初回限定盤のみ）
- 「Okay」 MUSIC VIDEO
  - ディレクター：須藤カンジ

## 参加ミュージシャン
- 稲葉浩志：ボーカル、全曲作詞・作曲・編曲
- 寺地秀行：全曲編曲
- スティーヴィー・サラス：ギター（#1.3）
- ラフェール・モレイラ：ギター（#2）
- シェーン・ガラース：ドラム
- ジャラ・ハリス：ベース（#1.3）
- コリー・マコーミック：ベース（#2）
- 小野塚晃：ピアノ（#2）

## 収録アルバム
- Hadou （#1）